# Hüpfball

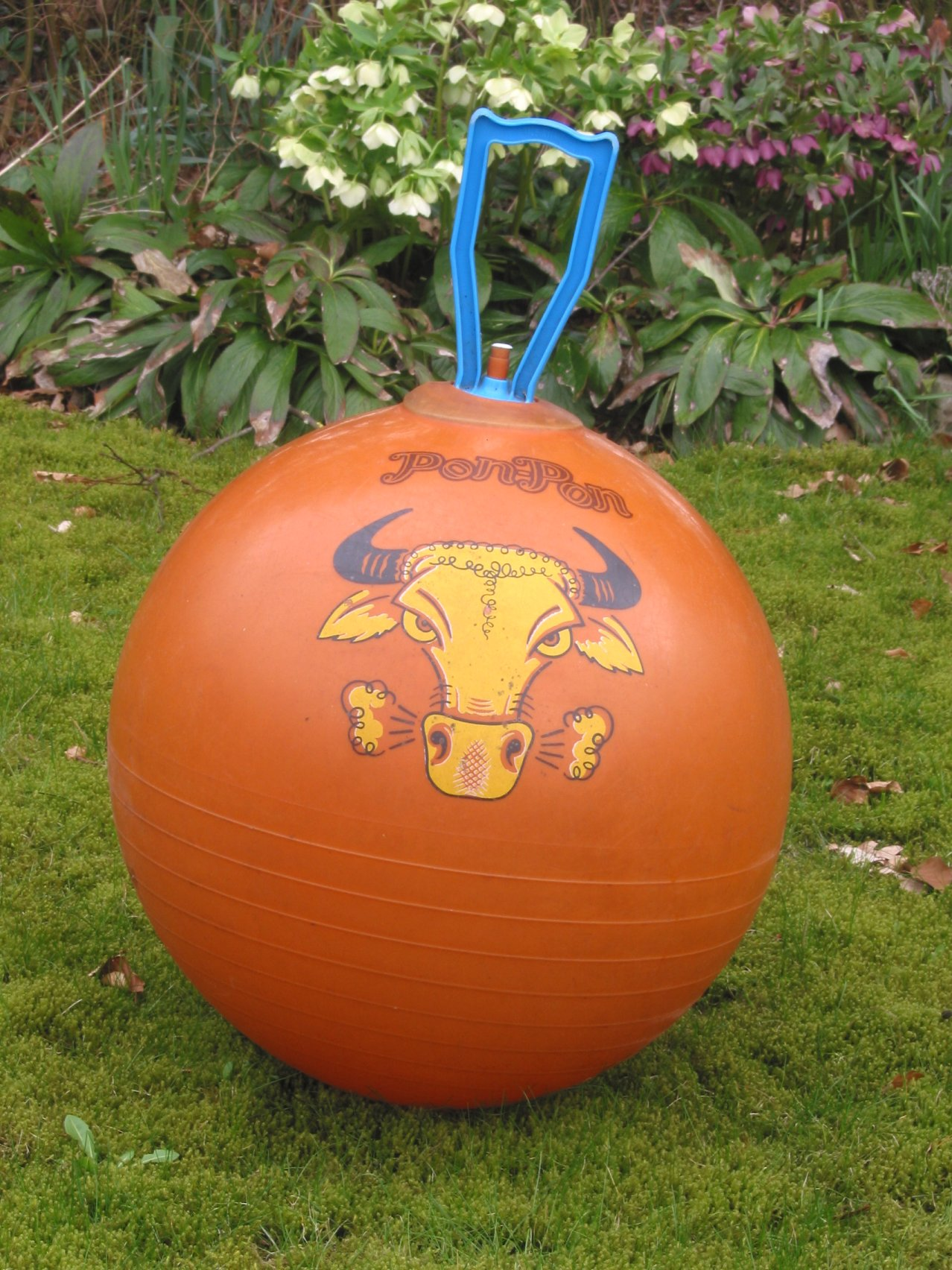
Ein Hüpfball

Ein Hüpfball ist ein dem Gymnastikball ähnlicher aufblasbarer Gummiball, der zumeist als Spielgerät für Kinder dient und dabei die Koordination und das Gleichgewicht trainiert sowie den Muskelaufbau fördert.
Zum Festhalten beim Hüpfen haben Hüpfbälle einen oder zwei Griffe. Erhältlich sind auch Abwandlungen des Hüpfballs in Form von Hüpftieren wie etwa Hüpfpferden, bei denen die Ohren als Griffe dienen.
In Deutschland wurden die ersten Hüpfbälle 1968 zum Preis von ca. 30 DM verkauft.